# Zwiebeltopf

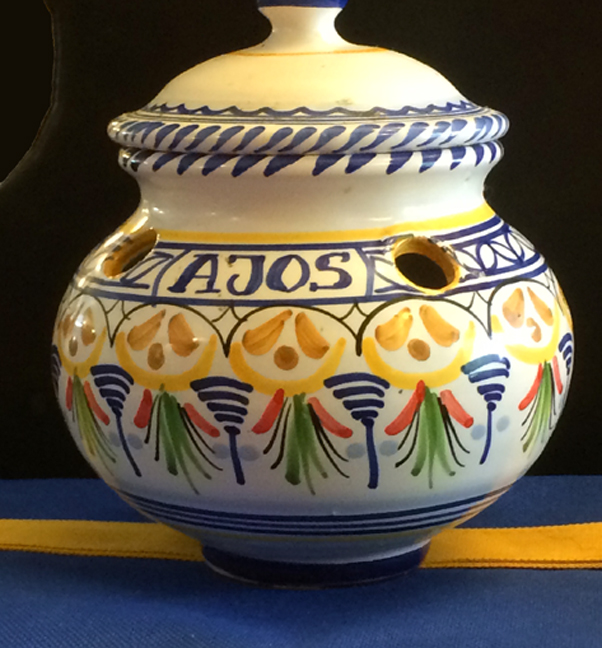
Knoblauchtopf (aus Spanien)

Ein Zwiebeltopf ist ein topfförmiger Aufbewahrungsbehälter für Zwiebeln, Schalotten und Knoblauch im Haushalt, der in verschiedenen Designs und Stilrichtungen erhältlich ist. Es handelt sich dabei in der Regel um einen Topf aus Keramik, Steingut, Terrakotta oder Ton, der mit einem passenden Deckel verschlossen werden kann. Eine Variante stellt der meist kleinere Knoblauchtopf dar, der von einigen Herstellern passend zum jeweiligen Zwiebeltopf angeboten wird.

## Ausformungen und Merkmale
Bei Nutzung eines Knoblauch- bzw. Zwiebeltopfes, der in der Nähe des Küchenarbeitsbereiches platziert ist, steht beim Kochen ein „Handvorrat“ an Knoblauch bzw. Zwiebeln zur Verfügung. Der etwaige restliche Vorrat kann wie üblich in einem geeigneten Behälter wie einem Drahtkorb in einem Schrank, Vorrats- oder Kellerraum gelagert werden.
Die Töpfe sind in verschiedenen Designs und Stilrichtungen erhältlich. Zusätzlich zur Nutzung als spezielle Vorratsbehälter dienen sie zudem zum Teil als dekorative Elemente im Küchenbereich. Die Deckel werden meistens in gleicher Machart wie die Töpfe hergestellt, teils aber auch in Holz oder Kork.
Durch die lichtgeschützte Lagerung in einem Knoblauch- bzw. Zwiebeltopf wird das Auskeimen des Knoblauchs bzw. der Zwiebeln verzögert und reduziert. Dabei muss der Knoblauch- bzw. Zwiebeltopf ausreichend belüftet sein, damit die Luft im Inneren des Topfes zirkulieren und sich keine Feuchtigkeit oder Staunässe bilden kann. Der Knoblauch oder die Zwiebeln sollten trocken bleiben und nicht schimmeln oder austreiben. Deshalb sorgen zumeist einige in den Topf eingearbeitete Löcher für eine Belüftung des Inhaltes.